# 1980年代原油過剩
1980年代原油過剩是指20世纪80年代的石油过剩是由于1970年代能源危机后需求下降导致的原油大量过剩。世界石油价格在1980年达到峰值，超过每桶35美元（经通胀调整后，相当于2023年的每桶129美元）；1986年，石油价格从27美元跌至10美元以下（2023年的75美元至28美元）。石油过剩始于20世纪80年代初，原因是1970年代能源危机（尤其是1973年和1979年）导致工业国家经济活动放缓，并且高油价刺激了节约能源。经通胀调整后的2004年石油实际美元价值从1981年的平均每桶78.2 美元跌至1986年的平均每桶26.8美元。